# Ishuzoku Reviewers
Ishuzoku Reviewers (異種族レビュアーズ?, Ishuzoku Rebyuāzu) è un manga shōnen scritto da Amahara e disegnato da masha. Il manga viene serializzato a partire dal 19 agosto 2016 sul Monthly Dragon Age di Fujimi Shobō. Il manga è stato raccolto in undici volumi tankōbon dalla sua uscita fino a oggi. Un adattamento light novel, scritto da Tetsu Habara e disegnato da W18, viene pubblicato a partire dal 7 dicembre 2018. Una serie televisiva anime da 12 episodi prodotta da Passione è stata trasmessa dall'11 gennaio al 28 marzo 2020.

## Personaggi
Stunk (スタンク?, Sutanku)
Doppiato da: Junji Majima  (originale), Luca Semeraro (italiano)
Zel (ゼル?, Zeru)
Doppiato da: Yūsuke Kobayashi  (originale), Emanuel Caserio (italiano)
Crimvael (クリムヴェール?, Kurimuvēru)
Doppiato da: Miyu Tomita  (originale), Loretta Di Pisa (italiano)
Kanchal (カンチャル?, Kancharu)
Doppiato da: Kaede Yuasa (originale), Monica Ward (italiano)
Bruise (ブルーズ?, Burūzu)
Doppiato da: Kenji Hamada (originale), Massimo Di Benedetto (italiano)
Samturn (サムターン?, Samutān)
Doppiato da: Yuuki Inoue  (originale), Paolo De Santis (italiano)
Narugami (ナルガミ?, Narugami)
Doppiato da: Kengo Kawanishi  (originale), Diego Abatantuono (italiano)
Lulu (ルルゥ?, Rurū)
Doppiata da: Ayaka Nanase  (originale), Laura Lenghi (italiano)
Count Delivel (デリベル?, Deriberu)
Doppiato da: Yōji Ueda

## Media

### Manga
Ishuzoku Reviewers è un manga scritto da Amahara (天原?) e disegnato da masha. Il primo capitolo è stato pubblicato il 7 luglio 2016 come one-shot sulla rivista shōnen Monthly Dragon Age della Fujimi Shobō, per poi iniziare la serializzazione mensile il 19 agosto dello stesso anno. Dalla serializzazione a gennaio 2020, il manga è stato raccolto in undici volumi tankōbon pubblicati da Kadokawa Shoten. Un'antologia manga intitolata Interspecies Reviewers Comic Anthology: Darkness (異種族レビュアーズコミックアンソロジー 〜ダークネス〜?), scritta da Amahara e disegnata da vari artisti, è stata pubblicata il 9 gennaio 2020.
| 1  | 8 settembre 2017 | ISBN 978-4-04-072434-8                                                      |
| 1  | Capitoli (traduzioni letterali dei titoli) - Capitoli 1-11 - Omake (おまけ?, Omake)                                                     |                                                                             |
| 2  | 7 dicembre 2018 | ISBN 978-4-04-072970-1 (ed. regolare) ISBN 978-4-04-072974-9 (ed. limitata) |
| 2  | Capitoli (traduzioni letterali dei titoli) - Capitoli 12-21 - Sondaggio di popolarità (人気投票?, Ninki tōhyō) - Omake (おまけ?, Omake) |                                                                             |
| 3  | 9 luglio 2019 | ISBN 978-4-04-073257-2                                                      |
| 3  | Capitoli (traduzioni letterali dei titoli) - Capitoli 22-28 - Omake (おまけ?, Omake)                                                    |                                                                             |
| 4  | 9 gennaio 2020 | ISBN 978-4-04-073460-6                                                      |
| 4  | Capitoli (traduzioni letterali dei titoli) - Capitoli 29-35 - Omake (おまけ?, Omake)                                                    |                                                                             |
| 5  | 9 settembre 2020 | ISBN 978-4-04-073793-5                                                      |
| 5  | Capitoli (traduzioni letterali dei titoli) - Capitoli 36-42 - Omake (おまけ?, Omake)                                                    |                                                                             |
| 6  | 8 maggio 2021 | ISBN 978-4-04-074099-7                                                      |
| 6  | Capitoli (traduzioni letterali dei titoli) - Capitoli 43-49 - Omake (おまけ?, Omake)                                                    |                                                                             |
| 7  | 9 dicembre 2021 | ISBN 978-4-04-074382-0                                                      |
| 7  | Capitoli (traduzioni letterali dei titoli) - Capitoli 50-56 - Omake (おまけ?, Omake)                                                    |                                                                             |
| 8  | 8 novembre 2022 | ISBN 978-4-04-074755-2                                                      |
| 8  | Capitoli (traduzioni letterali dei titoli) - Capitoli 57-63 - Omake (おまけ?, Omake)                                                    |                                                                             |
| 9  | 9 agosto 2023 | ISBN 978-4-04-075074-3                                                      |
| 9  | Capitoli (traduzioni letterali dei titoli) - Capitoli 64-70 - Omake (おまけ?, Omake)                                                    |                                                                             |
| 10 | 7 giugno 2024 | ISBN 978-4-04-075470-3                                                      |
| 10 | Capitoli (traduzioni letterali dei titoli) - Capitoli 71-78 - Omake (おまけ?, Omake)                                                    |                                                                             |
| 11 | 7 marzo 2025 | ISBN 978-4-04-075832-9                                                      |
| 11 | Capitoli (traduzioni letterali dei titoli) - Capitoli 79-86 - Omake (おまけ?, Omake)                                                    |                                                                             |

Interspecies Reviewers Comic Anthology: Darkness
| Nº | Data di prima pubblicazione | Data di prima pubblicazione                                                 | Data di prima pubblicazione |
| Nº | Giapponese                  | Giapponese                                                                  |                             |
| -- | --------------------------- | --------------------------------------------------------------------------- | --------------------------- |
| 1  | 9 gennaio 2020              | ISBN 978-4-04-073461-3                                                      |                             |
| 2  | 9 febbraio 2021             | ISBN 978-4-04-073977-9 (ed. regolare) ISBN 978-4-04-073978-6 (ed. limitata) |                             |

### Light novel
Un adattamento light novel intitolato Interspecies Reviewers: Ecstacy Days (異種族レビュアーズ えくすたしー・でいず?, I shuzoku Rebyuāzu Ekusutashi ̄Deizu) è stato pubblicato il 7 dicembre 2018. È stato scritto da Tetsu Habara (葉原鉄?) ed illustrato da W18. Il sequel Interspecies Reviewers: Marionette Crisis (異種族レビュアーズ まりおねっと・くらいしす?, Marionetto Kuraishisu) è stato pubblicato il 9 gennaio 2020.
| Nº | Titolo italiano (traduzione letterale) Giapponese 「Kanji」 - Rōmaji                                                            | Data di prima pubblicazione            | Data di prima pubblicazione |
| Nº | Titolo italiano (traduzione letterale) Giapponese 「Kanji」 - Rōmaji                                                            | Giapponese                             |                             |
| 1  | Ishuzoku Reviewers: Ecstacy Days 「異種族レビュアーズ えくすたしー・でいず」 - Ishuzoku Rebyuāzu Ekusutashi ̄Deizu               | 7 dicembre 2018 ISBN 978-4-04-073008-0 |                             |
| 2  | Ishuzoku Reviewers: Marionette Crisis 「異種族レビュアーズ まりおねっと・くらいしす」 - Ishuzoku Rebyuāzu Marionetto Kuraishisu | 9 gennaio 2020 ISBN 978-4-04-073453-8  |                             |

### Anime

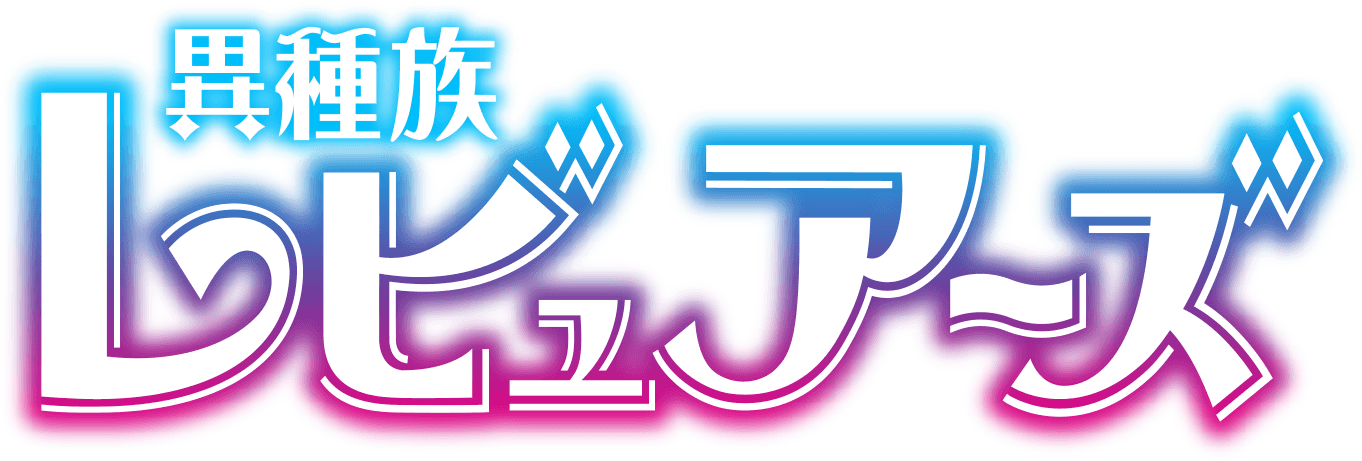
Logo della serie

Un adattamento anime prodotto dallo studio Passione è stato annunciato da Kadokawa il 28 giugno 2019. La serie è stata diretta da Yuki Ogawa e Kazuyuki Fudeyasu ne ha scritto la sceneggiatura. Il character design è stato curato da Makoto Uno e le musiche da Kotone Uchihigashi. La sigla di apertura è Ikōze☆Paradise (イこうぜ☆パラダイス?), mentre la sigla di chiusura è Hanabira Ondo (ハナビラ音頭?), entrambe di Miyu Tomita, Yūsuke Kobayashi e Junji Majima (rispettivamente i doppiatori di Crimvael, Zel e Stunk). La serie è andata in onda l'11 gennaio 2020 sul canale giapponese AT-X, seguita poi da una versione censurata su Tokyo MX, BS11, KBS e SUN.
In America, i primi tre episodi della serie sono stati trasmessi in streaming in simulcast da Funimation, che ha anche pubblicato una versione doppiata del primo episodio. La società ha poi rimosso la serie dalla sua piattaforma di streaming il 31 gennaio, poiché non rientra negli standard [della società]. Il 6 febbraio anche Amazon Prime Video ha rimosso la serie dalla sua piattaforma.

#### Episodi
| Nº | Giapponese 「Kanji」 - Rōmaji | In onda          | In onda |
| Nº | Giapponese 「Kanji」 - Rōmaji | Giapponese       |         |
| 1  | 「エルフの熟女と人間の熟女についての議論が沸騰し、天使はニャンニャン天国で昇天し、有翼人は総排泄孔で感度も抜群！」 - Erufu no Jukujo to Ningen no Jukujo ni tsuite no Giron ga Futtō shi, Tenshi wa Nyan-nyan Tengoku de Shōten shi, Yū-yoku-jin wa Sō-haisetsu-kō de Kando mo Batsugun! | 11 gennaio 2020  |         |
| 2  | 「フェアリーは受け挿れられるサイズに制限があり、悪魔族はあまり人気がなく、乳牛系のミノタウロスはでかくて揺れてすごい出る！」 - Fearī wa Ukeirerareru Saizu ni Seigen ga Ari, Akuma-zoku wa Amari Ninki ga Naku, Nyūgyū-kei no Minotaurosu wa Dekakute Yurete Sugoi Deru! | 18 gennaio 2020  |         |
| 3  | 「女体化してのプレイは選べる嬢が少ないし、結構痛いが、女の子の気持ちがわかるようになるから、一度ぐらいは経験しておくのはいいかもしれないぞ！」 - Nyotai-ka Shite no Purei wa Eraberu Jō ga Sukunai shi, Kekkō Itai ga, Onna-no-ko no Kimochi ga Wakaru Yō ni Naru kara, Ichido gurai wa Keiken shite Oku no wa Ī kamo Shirenai zo! | 25 gennaio 2020  |         |
| 4  | 「低級淫魔は、もう出ないといっているのにもかかわらず、さらに搾り取ろうとしてきてもはや拷問の域。サラマンダーちゃんは身も心もサラもマンもダーも、とてもホットだがホットすぎてホットんど逝っちゃいそうになる！」 - Teikyū-inma wa, mō Denai to Itteiru no ni mo Kakawarazu, sara ni Shiboritorou to shite Kite Mohaya Gōmon no Iki. Saramandā-chan wa Mi mo Kokoro mo 'Sara' mo 'Man' mo 'Dā' mo, Totemo Hotto daga Hotto Sugite Hotton do Itchaisō ni Naru!                                                                      | 1º febbraio 2020 |         |
| 5  | 「単眼娘の輝く瞳に溺れたいけどハードル高すぎで、同じくハードル高すぎるキノコ嬢選びはこの道数百年のプロに任せてヌルヌルねっとりふかふか！」 - Tangan-musume no Kagayaku Hitomi ni Oboretai kedo Hādoru Takasugi de, Onajiku Hādoru Takasugiru Kinoko-jō Erabi wa Kono Michi Sū-hyaku-nen no Puro ni Makasete Nuru-nuru Nettori Fuka-fuka! | 8 febbraio 2020  |         |
| 6  | 「ゴーレムは、理想の女の子さえ作れればすごく楽しめるけどセンスが問われるし、モデルにバレたら大変なことになるかもしれない。ウィルオーウィスプの店は幻想的な光のパレードがイク、まさに夢の園。」 - Gōremu wa, Risō no Onna-no-ko sae Tsukurereba Sugoku Tanoshimeru kedo Sensu ga Towareru shi, Moderu ni Baretara Taihenna Koto ni Naru kamo Shirenai. Uiru-ō-uisupu no Mise wa Gensōteki na Hikari no Parēdo ga Iku, Masani Yume no Sono.                                                                                       | 15 febbraio 2020 |         |
| 7  | 「産卵ショーでおっさんたちの目がらんらん！出します見せますメイドリーちゃんのひみつ！そしてついに発表！サキュバス嬢人気投票！」 - Sanran-shō de Ossan-tachi no Me ga Ran-ran! Dashimasu Misemasu Meidorī-chan no Himitsu! Soshite Tsuini Happyō! Sakyubasu-jō Ninki-tōhyō! | 22 febbraio 2020 |         |
| 8  | 「イメサキュのエロスの夢は夜開き、天使のランスは聖槍ならぬ性槍で、サキュバスタワーは永遠にガチマヨ！」 - Ime-sakyu no Erosu no Yume wa Yoru Hiraki, Tenshi no Ransu wa Seisō Naranu Seisō de, Sakyubasu-tawā wa Eien ni Gachi-mayo! | 29 febbraio 2020 |         |
| 9  | 「肢体と死体の間には深くて暗いナニがあり、若き天使はローション大爆発で、野生で野性のレビュアーたちはエロのライバル！」 - Shitai to Shitai no Aida ni wa Fukakute Kurai Nani ga Ari, Wakaki Tenshi wa Rōshon Dai-bakuhatsu de, Yasei de Yasei no Rebyuā-tachi wa Ero no Raibaru! | 7 marzo 2020     |         |
| 10 | 「ついに明かされるオール40点満点の謎！新妻で淫乱家庭教師で雌豚で恋人気分！出ます出します引き取ります！無限解放！大満足の3日間！お汁もたっぷり！みんなお幸せになっちゃええええっ！」 - Tsui ni akasareru ōru yonjutten manten no nazo! Nīzuma de inran katei-kyōshi de mesu-buta de koibito kibun! Demasu dashimasu hikitorimasu! Mugen kaihō! Dai-manzoku no mikka-kan! Oshiru mo tappuri! Minna oshiawase ni nacchaeeee! | 14 marzo 2020    |         |
| 11 | 「片っ端から淫魔をイかせまくる恐るべき絶倫は博愛主義者で、あぶく銭が入った酔っ払いの末路はお察しの通りで、ミツエの部屋は本日完結！」 - Katappashi kara inma o ikasemakuru osorubeki zetsurin wa hakuai-shugi-sha de, abuku-zeni ga haitta yopparai no matsuro wa osasshi no tōri de, Mitsue no heya wa honjitsu kanketsu! | 21 marzo 2020    |         |
| 12 | 「レビュアーズを愛してくださったみなさん、さようなら……。サキュバス嬢が居る限り、レビュアーズも永遠に生き続けるでしょう。あなたがレビュアーズを想うとき、いつもこれだけは思い出すでしょう。ひとは他人をイカした時、初めて自分もイケるということを……。」 - Rebyuāzu o aishite kudasatta minasan, sayōnara....... Sakyubasu-jō ga iru kagiri, rebyuāzu mo eien ni ikitsuzukeru deshō. Anata ga rebyuāzu o omou toki, itsumo koredake wa omoidasu deshō. Hito wa tanin o ikashita toki, hajimete jibun mo ikeru to yū koto'o....... | 28 marzo 2020    |         |

## Accoglienza
Ad agosto 2017, il manga è stato premiato dalla rivista Da Vinci di Media Factory e dal servizio streaming Niconico.